# Altes Gymnasium (Flensburg)
Das Alte Gymnasium (dänisch Flensborg lærde Skole) ist ein humanistisches Gymnasium in Flensburg. Es ist die älteste Schule der Stadt sowie eine der ältesten im deutschen Sprachraum.

## Hintergrund
Gegründet wurde die Schule bereits 1566 unter der Herrschaft des dänischen Königs Frederik II. Als Stifter konnte der Theologe Lütke Namens gewonnen werden. Ursprünglich war die Schule als Lateinschule benannt. Gegründet wurde die Schule nämlich als Gymnasium trilingue – also als dreisprachiges Gymnasium für die Sprachen Latein, Griechisch und Hebräisch. Die Schule ist das einzige Gymnasium der Stadt, an dem Latein als erste Fremdsprache gewählt werden kann, das jedoch keine altsprachliche Schule im herkömmlichen Sinne ist. Das Gymnasium nimmt am Comenius-Programm teil. Regelmäßig nehmen Schüler des Alten Gymnasiums am Juniorprojekt teil.
Die aktuellen Gebäude befinden sich auf einer Anhöhe im Westen oberhalb der Flensburger Innenstadt. Dabei bildet der 1912 bis 1914 gebaute Altbau das Kernstück. Dazu gibt es einen Neubau, in dem hauptsächlich die Naturwissenschaften unterrichtet werden, sowie eine Sporthalle. Das früher ebenfalls genutzte Jens-Jessen-Haus wurde um 2010 aufgrund zu hoher Renovierungskosten verkauft. Auch das Gelände des früheren Schulgartens hinter der Sporthalle wurde verkauft und bebaut.

### Bibliothek
Bekannt ist die Schule insbesondere für ihre 60.000 Bände umfassende historische Bibliothek und die Kartensammlung, die viele Dokumente Flensburger und schleswig-holsteinischer Geschichte beinhaltet. Die Sammlung wird heutzutage in der ebenfalls in Flensburg beheimateten Leihverkehrs- und Ergänzungsbibliothek aufbewahrt.

## Schülerzeitung
Eine bekannte Institution des Alten Gymnasiums ist die Schülerzeitung „Der Turm“, deren redaktionelle Arbeit bereits mehrfach mit Preisen bekannter Jurys ausgezeichnet wurde, u. a. auch mit dem Nachwuchspreis des Nachrichtenmagazins Der Spiegel. Sie existiert seit 1948 und erscheint etwa viermal im Jahr. Es gibt regelmäßig Sonderausgaben und spezielle Titelthemen. Die Redaktion setzt sich meist aus Schülern der Oberstufe zusammen, teilnehmen an der redaktionellen Arbeit kann aber jeder Schüler der Schule.

## Persönlichkeiten

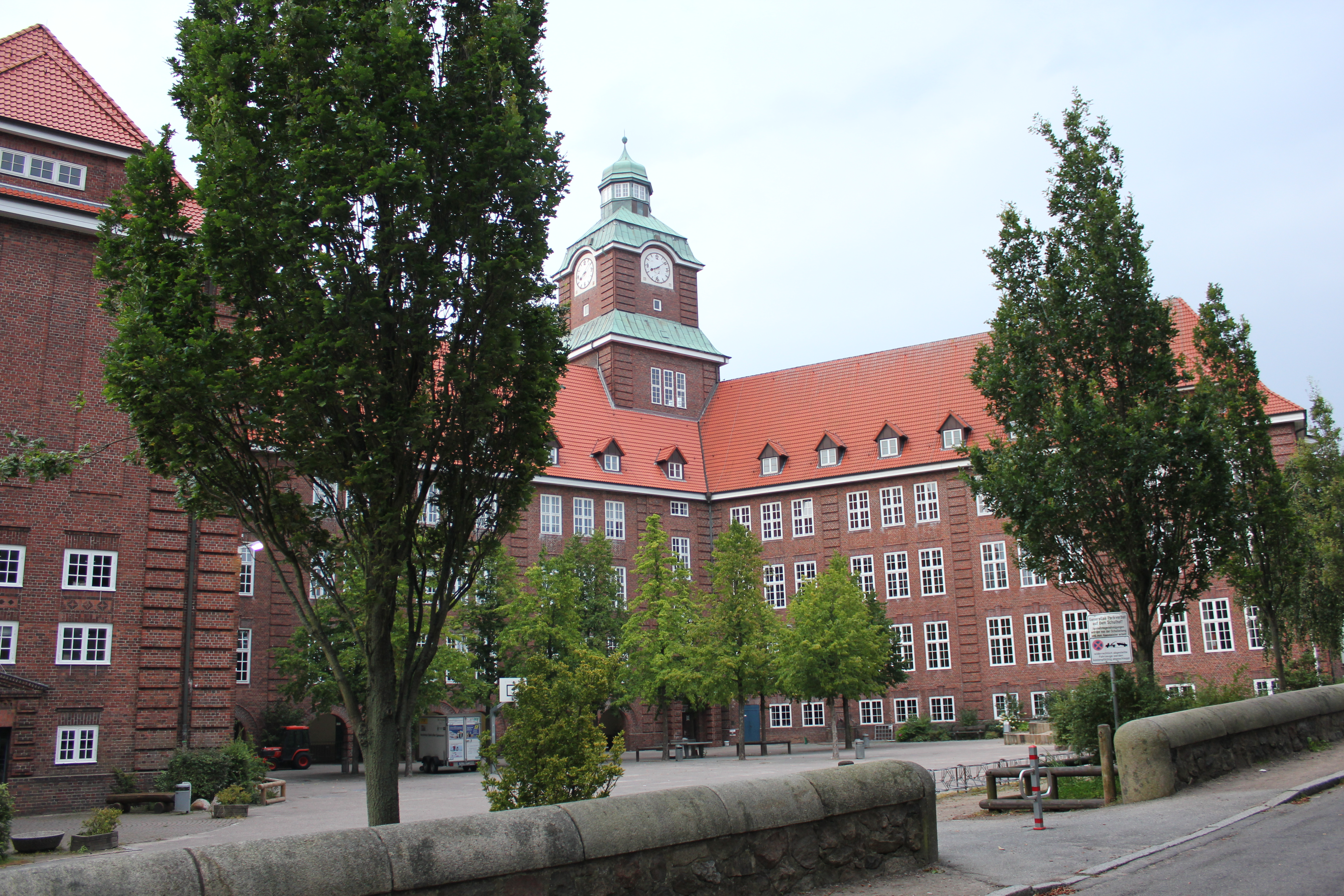
Das Alte Gymnasium von der Schulhof-Seite

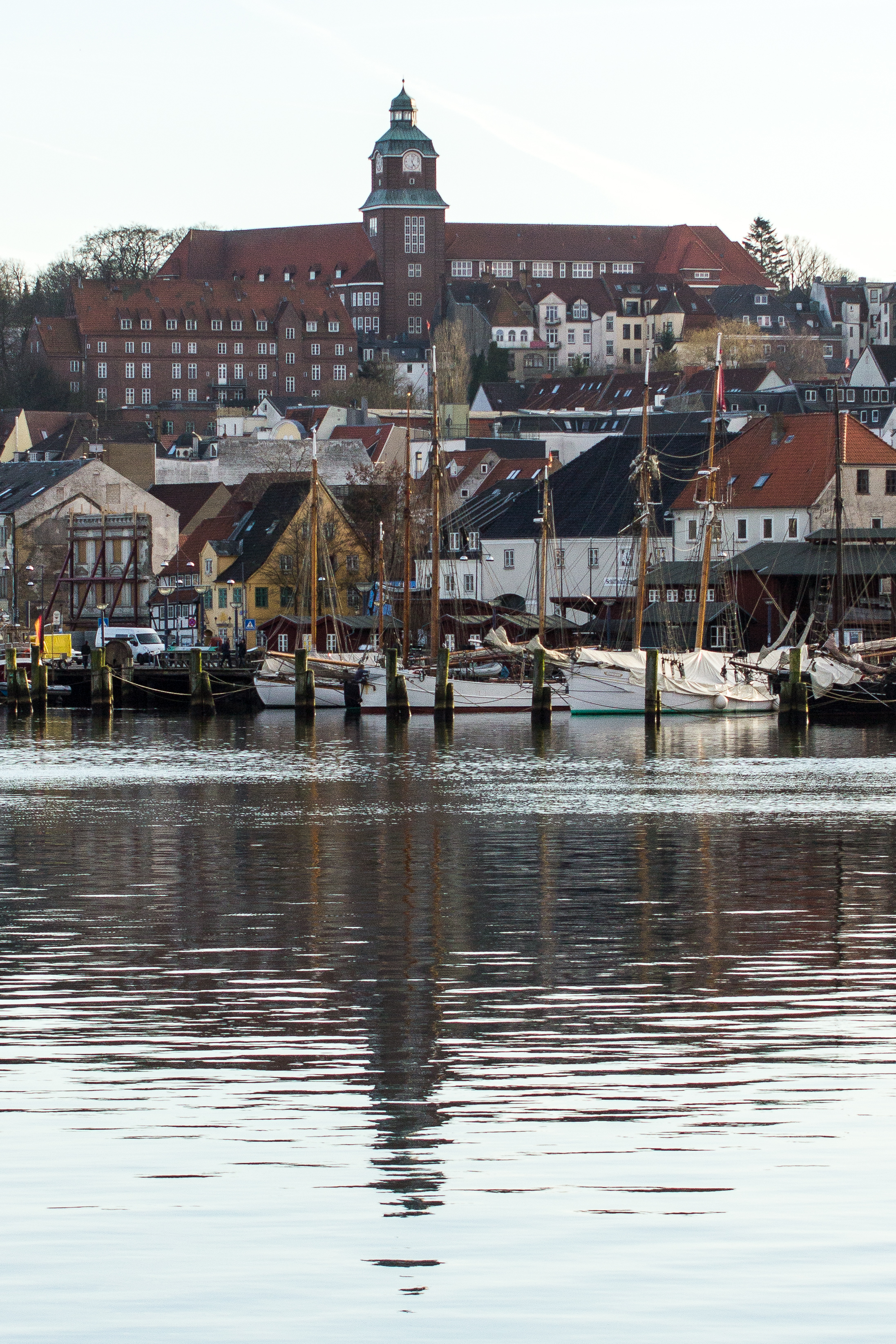
Das Alte Gymnasium in Flensburg vom Ostufer gesehen.

### Schüler
- Thomas Fincke (1561–1656), Mathematiker
- Thomas Balthasar von Jessen (1648–1731), Jurist
- Olaus Heinrich Moller (1715–1796), Literaturhistoriker, Genealoge und Gymnasiallehrer
- Heinrich Harries (1762–1802), Pfarrer
- Peter Friedrichsen (1790–1873), lutherischer Theologe und Geistlicher
- Hjort Lorenzen (1791–1845), dänisch-schleswigscher Politiker
- Hans Nicolai Andreas Jensen (1802–1850), schleswig-holsteinischer Pastor und Heimatforscher
- Jürgen Bremer (1804–1874), Rechtsanwalt und Politiker sowie Bürgermeister von Flensburg
- Arthur Graf von Reventlow (1817–1878), Verwaltungsjurist
- Theodor Brorsen (1819–1895), dänischer Astronom
- Adolph Ditlev Jørgensen (1840–1897), dänischer Historiker
- Detlev von Bülow (1854–1926), Verwaltungsjurist
- Peter Friedrich Petersen (1856–1930), evangelisch-lutherischer Geistlicher
- Traugott Tamm (1860–1938), Romanschriftsteller
- Hugo Eckener (1868–1954), der Nachfolger von Ferdinand Graf von Zeppelin
- Broder Christiansen (1869–1958), Philosoph und Sprachwissenschaftler
- Ingwer Paulsen (1883–1943), Grafiker und Maler, Schüler des Flensburger Realgymnasiums
- Jens Peter Jessen (1895–1944), zunächst nationalsozialistischer Wirtschaftswissenschaftler, später Widerstandskämpfer gegen das Hitler-Regime
- Peter Petersen (1884–1952), ein umstrittener Reformpädagoge, ging von 1896 bis 1904 am Alten Gymnasium zur Schule.
- Hans Peter Johannsen (1908–1981), Bibliotheksdirektor
- Helmuth Christensen (1918–2008), Bürgermeister und Oberbürgermeister der Stadt Flensburg, Abitur 1937
- Erich Hoffmann (1926–2005), Historiker, Abitur 1944
- Kurt Jürgensen (1929–1999), Historiker und Geschichtsdidaktiker, Schüler von 1940 bis 1950
- Klaus Haack (1933–2015), Richter in der Verwaltungsgerichtsbarkeit
- Lorenz Magaard (1934–2020), Mathematiker und Ozeanograph, Abitur 1955
- Ottfried Hennig (1937–1999), Politiker, Abitur 1957
- Hans Christian Knuth (1940–2023), lutherischer Theologe, Schüler von 1954 bis 1960
- Peter Iver Johannsen (1943–2024), Generalsekretär des Bundes Deutscher Nordschleswiger
- Dietmar Buchmann (* 1944), Filmemacher und Maler
- Peter Godzik (* 1946), evangelisch-lutherischer Theologe, Abitur 1966
- Holger Astrup (1948–2021), SPD-Politiker, Abitur 1968
- Rainer Hoffschildt (* 1948) Historiker zu Geschichte der Homosexuellen
- Gothart Magaard (* 1955), evangelisch-lutherischer Theologe, Schüler von 1965 bis 1968
- Günther Klein (* 1956), Regisseur, Autor und Hochschuldozent, Abitur
- Jörg Jará (* 1959), Bauchredner und Puppen-Comedian
- Martin Zimmermann (* 1959), Althistoriker, Abitur 1978
- Peter Lund  (* 1965), Regisseur und Autor, Abitur 1984
- Pierre Ibisch (* 1967), Ökologe und Autor, Abitur 1986
- Detlev Kraack (* 1967), deutscher Historiker
- Alice Pantermüller (* 1968), Kinderbuchautorin
- Christian Theede (* 1972), Regisseur und Autor

### Lehrer
- Paul Sperling (1560–1633), Rektor von 1586 bis 1590
- Johannes Posselius (der Jüngere) (* 1565) war ab 1590 Rektor der Lateinschule
- Johannes Moth (1574–1642), Rektor von 1604 bis 1626
- Johann Moller (1661–1725), ab 1685 Lehrer an der Lateinschule
- Olaus Heinrich Moller (1715–1796), ab 1750 bis 1775 Rektor der Schule
- Johann Valentin Francke (1792–1830), klassischer Philologe, Subrektor ab 1819
- Friedrich Lübker (1811–1867), klassischer Philologe, ab 1848 Rektor
- Johann Kießling (1839–1905), Pädagoge, Physiker und Meteorologe, 1867–1870 am Alten Gymnasium
- Christian Lütjohann (1846–1884), klassischer Philologe, ab 1873 Lehrer
- Oswald Hauser (1910–1987), ein Philologe, Historiker und Hochschullehrer, war hier ab 1937 Studienrat.
- Eberhard Cold (1921–1988), Historiker, Orientalist und Religionswissenschaftler
- Wolfgang Weimar (1922–1993), Gymnasiallehrer für Geschichte, Geographie und Latein; Fachleiter, Politiker, Mitglied des Landtags von Schleswig-Holstein
- Hans-Joachim Marx (1923–2010), Komponist, von 1976 bis 1988 Musiklehrer
- Wilfried Tetens (* 1940), Handball-Schiedsrichter, unterrichtete hier die Fächer Latein und Altgriechisch.
- Wolfgang Hammer (* 1946), Fach- und Jugendbuchautor, bis 1980 Lehrer am Alten Gymnasium

## Verschiedenes
- Bevor die Schule errichtet wurde, befand sich auf dem Areal der Schule eine Windmühle. Die besagte Windmühle wurde 1890 als Ersatz der abgebrannten Boreasmühle in den Südwesten der Stadt umgesetzt.
- Bei der Gestaltung des benachbarten Gebäudes der Landeszentralbank von 1922/23 orientierte man sich an dem Altbau der Schule von 1914, weshalb auf Ansichten vom Hafen aus die beiden backsteinernen Gebäude eine architektonische Einheit bilden.